# 7.62 × 51 mm NATO
7.62 × 51 mm NATO er en riffelammunition introduceret som en fælles standard for militære styrker i NATO-samarbejdet i slutningen af 1950'erne. Det er også en populær kaliber på det civile marked, primært til jagtrifler. Her kendes den som .308 Winchester.
Den militære 7.62 × 51 mm-ammunition er næsten identisk med kommerciel .308 Winchester. Forskellene er at standardtrykket i den militære variant er 50.000 psi, mens .308 Winchesters standardtryk er 62.000 psi. Militære våben er dog bygget, så de burde kunne modstå trykket fra .308 Winchester ammunition. Det anbefales dog, at de to typer holdes adskilt.

## Historie
Ammunitionen blev indført som standardammunition til NATO-landenes rifler, automatrifler og maskingeværer. Den brugtes i USA i M14-automatriflen og M60-maskingeværet i slutningen af 1950'erne. Fabrique Nationales FN FAL blev den mest populære 7.62 NATO-riffel i Europa og var i brug frem til tidlig i 1980'ere. I USA blev M14 allerede i 1960'erne udfaset til fordel for M16-riflen. NATO skiftede standard til dens 5.56 × 45 mm-ammunition. Våben i 7.62 × 51 mm NATO er dog stadig i brug i de fleste NATO-lande. Ammunitionen bruges både i infanterivåben og på maskingeværer monteret i køretøjer, kampfly og helikoptere.

## Våben der anvender 7.62 mm NATO

### Repetérrifler
- M1 Garand
- Lee-Enfield L8 rifler
  - L42A1 snigskytteriffel
  - Enfield Enforcer riffel
  - Ishapore 2A/2A1
- Accuracy International Arctic Warfare (L96A1)
- Steyr Scout
- Steyr SSG 69
- FRF2
- Remington Model 700
  - M24 snigskytteriffel
  - M40A1 og M40A3 snigskytterifler
- Winchester Model 70
- Browning BLR
- Mauser 98k (rebarreled norsk variant kaldet M98F1)
- Remington Model 700
  - M24 snigskytteriffel
  - M40A1 og M40A3 snigskytterifler

### Automatrifler
- AR-10
- CETME
- FN FAL
- FN SCAR-H
- Heckler & Koch G3
  - AG-3
  - Heckler & Koch PSG1
  - Heckler & Koch MSG-90
- Harrington & Richardson, Garand M 50
- M14
- HK417

### Maskingeværer
- FN MAG
  - L7
  - M240
- M60
- M134
- M1919A4
- MG3